# 2694 Pino Torinese
2694 Pino Torinese је астероид главног астероидног појаса чија средња удаљеност од Сунца износи 2,308 астрономских јединица (АЈ).
Апсолутна магнитуда астероида је 13,8.